# Санд Појнт (Аљаска)
Санд Појнт (енгл. Sand Point) град је у америчкој савезној држави Аљаска.

## Демографија
По попису из 2010. године број становника је 976, што је 24 (2,5%) становника више него 2000. године.
| Група             | 2000.       | 2010.       |
| Белци             | 162 (17,0%) | 136 (13,9%) |
| Афроамериканци    | 14 (1,5%)   | 24 (2,5%)   |
| Азијати           | 221 (23,2%) | 339 (34,7%) |
| Хиспаноамериканци | 129 (13,6%) | 60 (6,1%)   |
| Укупно            | 952         | 976         |